# Боярское (Торжокский район)
Боя́рское — деревня в Торжокском районе Тверской области. Относится к Высоковскому сельскому поселению.
Находится в 35 км к югу от города Торжка, на реке Тьме, улица деревни идёт вдоль левого берега реки и заканчивается насыпью железной дороги «Торжок—Ржев», рядом железнодорожный мост.
Население по переписи 2002 года — 13 человек, 6 мужчин, 7 женщин. На начало 2008 года — 1 постоянный житель. В деревне около 20 домов, принадлежат наследникам и дачникам.

## История
В конце XIX-начале XX века деревня Боярская относилась к Новотроицкому приходу Дарской волости Старицкого уезда Тверской губернии. В 1859 году в деревне 32 двора, 264 жителя, в 1886 — 67 дворов, 420 жителей. Село Ново-Троицкое с православной церковью находилось напротив Боярского, на правом берегу Тьмы (по дороге через брод на Высокое). В приходе местной Троицкой церкви в 1914 году кроме д. Боярской были дд. Зеленцино, Великоселье, Мишутино и Шуколово. Всего 1912 прихожан.
В 1925 году деревня в составе Высоковской волости Новоторжского уезда.
В конце 1930-х −1940-е годы деревня Боярская имела более 100 дворов и входила в Высоковский сельсовет Высоковского района Калининской области.
Во время Великой Отечественной войны деревня была оккупирована в октябре 1941 года, освобождена в декабре того же года. На фронтах (1941—1945) погибли 15 уроженцев деревни.